# Rabbi Ishmael
Rabbi Ishmaël ben Elisha (רבי ישמעאל בן אלישע) est un tanna de la troisième génération (Ier-IIe siècle), issu d'une famille aisée de prêtres établis en Haute Galilée et peut-être petit-fils du Ishmaël ben Elisha Ha Cohen ha Gadol, compté comme Tanna de la première génération et Grand Prêtre du Second Temple.

## Formation
Rabbi Ishmaël est issu d'une famille de Galilée (Houlin 49a, Ketoubot 105b, Tosefta Halla 1:10). Il est emmené très jeune en captivité à Rome par les hommes de Titus (après l'incendie du Temple de 70), mais, 28 ans plus tard, vers 99 EC, Rabbi Yehoshoua ben Hanania parvient à racheter sa liberté et le ramène en Terre d'Israël, où il devient rapidement un disciple brillant de l'académie de Yabneh.
Seul Rabbi Ne'hounya ben haQanah est expressément cité comme étant son professeur (Shab. 26a), mais il s'instruisit sans aucun doute auprès de son bienfaiteur, avec lequel il entretenait une relation très étroite, Rabbi Yehoshoua l'appelant Ah (« mon frère ») à plusieurs reprises. Ce « frère »-là est symbolique, mais il se peut que lorsque Rabbi Ishmael et le Rabban Eléazar bèn Azaryah se disent « frères » entre eux ce soit aussi au premier degré (or, ce Rabban dirigea l'Académie de Yabnéh juste avant la Révolte de Bar Kokhba)

## L'exégète
Rabbi Ishmaël est connu pour sa brillante exégèse, et concurrença amicalement Rabbi Akiva. On attribue au premier la formule « la Torah parle comme la langue des hommes », alors qu'Akiva aurait défendu le principe que « la Torah est la langue du Sanctuaire ». Au cours du IIe siècle, ces deux orientations auraient conduit à une longue divergence entre « l'école de Rabbi Ishmael » et « l'école de Rabbi Akiva ». Mais certains, tel Gary Porton ("Les Traditions du Rabbi Ishmael"), considèrent qu'il s'agit d'une "Querelle artificielle".
C'est de l'école d'Ishmael que sont sorties les Treize règles du midrash (ou Treize principes de l'herméneutique) qui ouvrent la "Torat haCohanim", ou "Sifra", commentaire sur le Lévitique. C'est à lui qu'est attribué le premier et principal recueil d'exégèses tannaïtiques, "la Mekhilta selon Rabbi Ishmaël", commentaire sur l'Exode, auquel travaillèrent ensuite le Rabbi Yehudah ben Elaÿ d'Ousha (IIe siècle) et le Rabbi Yohanan "le Forgeron", de Tibériade (IIIe siècle).

## Grand Prêtre?
Distinguer Rabbi Ishmael de son aïeul est une façon traditionnelle d'expliquer qu'un Rabbi soit aussi appelé « Grand Prêtre », ce qui choque la chronologie admise, puisque les premiers Rabbi de Yavné (70-132) sont venus après la destruction du Temple par Titus et que ce Rabbi Ishmael est de la 3e génération. Gershom Scholem, Ithamar Gruenwald et d'autres auteurs ont plutôt considéré que ce titre de « Grand Prêtre » était un titre symbolique désignant la « carrière » mystique de Rabbi Ishmael. La figure de Rabbi Ishmael est avant tout marquée par cette dualité : d'un côté, c'est un Rabbi de la fin de la période de Yavné, jusqu'à la guerre du Bar Kokhba, et ce sage est un linguiste et un herméneute de type « rationaliste » ; de l'autre côté, c'est le « héros » d'aventures « mystiques » exceptionnelles. Ses voyages « au Ciel » occupent une grande partie de la littérature des Palais, dont le 3 Hénoch (ou Hénoch hébreu) où il dialogue avec l'ange Metatron. Ce Rabbi fut un des « Dix Martyrs de l'époque d'Hadrien, et il resta la référence de légendes médiévales : un fragment de la  Guéniza du Caire en fait “l'homme au masque de chair”" ! »

## Un Sage original
Reprenant en partie une étude complexe réalisée par le professeur Wladimir Di Giorgio, herméneute, consulteur honoraire à Rome en 1998, une recherche très novatrice et plus abordable a été publiée récemment à Philadelphie par le professeur Azzan Yadin sur l'herméneutique du Rabbi Ishmael, soulignant la façon dont cet exégète distinguait et "personnifiait" la "Torah" et "l'Ecriture", ce qui constitue un point d'accord fondamental avec l'étude du professeur Di Giorgio pour le compte du Pontificium Consilium pro dialogo inter reliogiones. Il en vient cependant à inscrire Rabbi Ishmael dans la tradition du "l'Ecclésiastique" de Yhoshoua bèn Sirah et à considérer, contrairement au professeur Di Giorgio, que la différence de Rabbi Ishmael avec les Sages de son temps était plus profonde qu'on avait pu l'envisager... En discutant les thèses d'Azzan Yadin sur "Rabbi Ismaël et les Origines du midrash", John W. McGinley en est venu à affirmer, quant à lui, que c'est le Rabbi Ishmael que certains de ses collègues auraient épinglé sous le nom de... "l'Autre" hérétique (cf. Elisha ben Avouya) !  Cet étrange personnage fut en tout cas de la même époque que celle des Rabbi Ishmael et Akiva...